# Маріо Кастільйо
Маріо Альфонсо Кастільйо Діас (ісп. Mario Alfonso Castillo Díaz, нар. 30 жовтня 1951, Сан-Мігель) — сальвадорський футболіст. який грав на позиції захисника. відомий за виступами у низці сальвадорських клубів, а також у складі збірної Сальвадору, у складі якої брав участь у чемпіонаті світу 1982 року.

## Клубна кар'єра
Маріо Кастільйо розпочав виступи на футбольних полях у складі команди «Агіла» у 1972 році. У складі команди грав протягом шести років, протягом яких тричі виграва першість країни. у 1978 році став гравцем команди «Сантьягуеньйо», в якій грав протягом 5 років, додавши за цей час до своїх трофеїв ще один титул чемпіона країни. У 1984—1985 роках грав у складі клубу «Альянса». У 1986 році повернувся до складу клубу «Агіла», в якому й закінчив виступи на футбольних полях у 1987 році. Після завершення виступів працює у компанії автосервісу в своєму рідному місті.

## Виступи за збірну
Маріо Кастільйо у складі збірної Сальвадору брав участь у відбірковому турнірі до чемпіонаті світу 1982 року. На самому турнірі він зіграв у матчі зі збірною Угорщини. який сальвадорська збірна програла з рахунком 1-10.